# Ruinerwold
Ruinerwold (Drèents: Ruunerwold, 't Wold) è un paese nella provincia dei Paesi Bassi di Drenthe. Il paese fa parte del comune di De Wolden e nel 2010 contava 2.495 abitanti.

## Geografia
Ruinerwold si trova vicino a Meppel, Oosteinde, Rogat, Havelte e Ruinen. Nei pressi di Ruinerwold scorrono i fiumi Wold Aa e Oude Vaart.

## Monumenti e luoghi d'interesse
- Ruinerwold conta 29 rijksmonument e 14 monumenti provinciali.
- La chiesa della PKN, costruita nel XV secolo, che si trova nella frazione di Blijdestein.
- Tra le strade Dokter Larijweg e Wolddijk si trova l'impianto per la produzione del fieno più grande dei Paesi Bassi.

## Associazioni sportive
- Voetbal Vereniging Ruinerwold
- Korfbal Vereniging KIOS Ruinerwold
- Tennisclub 't Wold
- Volleybalclub VCR
- Badmintonclub Ruinerwold
- Gymnastiekvereniging T.O.V.O.S.
- IJsvereniging Ruinerwold
- Loopgroep Ruinerwold '88
- Hengelsportvereniging De Ruisvoorn
- Paardensportvereniging De Woldruiters